# Głębokie Jezioro (Pojezierze Mrągowskie)
Głębokie Jezioro – jezioro w woj. warmińsko-mazurskim, w pow. mrągowskim, w gminie Mrągowo na zachód od Mrągowa, leżące na terenie Pojezierza Mrągowskiego.
Brzegi jeziora są wysokie przeważnie strome. Od południa łączy się z jeziorem Kociołek, a od północy z Średnim Jeziorem. Długość jeziora wynosi 750 m, a szerokość 600 m. Potocznie jezioro nazywane jest Gwiazdowskim, ponieważ kształtem przypomina gwiazdę. Od wschodu i południa otoczone jest lasem.

## Dane morfometryczne
Powierzchnia zwierciadła wody według różnych źródeł wynosi od 24,0 ha do 25,3 ha.
Zwierciadło wody położone jest na wysokości 141,6 m n.p.m. lub 145,2 m n.p.m. Średnia głębokość jeziora wynosi 12,0 m, natomiast głębokość maksymalna 36,8 m.